# El viaje de Carol
Pour plus de détails, voir Fiche technique et Distribution.
El viaje de Carol est un film espagnol réalisé par Imanol Uribe, sorti en 2002.

## Synopsis
En 1938, pendant la guerre d'Espagne, Carol, 12 ans, et sa mère, Aurora, qui vivent aux États-Unis, visitent pour la première fois leur famille en Espagne.

## Fiche technique
- Titre : El viaje de Carol
- Réalisation : Imanol Uribe
- Scénario : Imanol Uribe et Ángel García Roldán d'après son roman A boca de noche
- Musique : Bingen Mendizábal
- Photographie : Gonzalo F. Berridi
- Montage : Teresa Font
- Production : Fernando Bovaira et Andrés Santana
- Société de production : Aiete Films, Ariane Films, Canal+ España, Sogecine, Sogepaq, Take 2000 et Televisión Española
- Pays :  Espagne et  Portugal
- Genre : Drame et historique
- Durée : 103 minutes
- Date de sortie : 
  - Espagne : 6 septembre 2002

## Distribution
- Clara Lago : Carol
- Juan José Ballesta : Tomiche
- Álvaro de Luna : Don Amalio
- María Barranco : Aurora
- Carmelo Gómez : Adrián
- Rosa Maria Sardà : Maruja
- Alberto Jiménez : Alfonso
- Lucina Gil : Dolores
- Daniel Retuerta : Culovaso
- Andrés de la Cruz : Cagurrio
- Luna McGill : Blanca
- Andrés Lima : Donato
- Carlos Manzanares : Daniel
- Carlos Kaniowsky : Don Julio
- Ana Villa : Chana
- Ben Temple : Robert
- Luisber Santiago : Álvaro
- Antonio Rupérez : Pepón
- Empar Ferrer : Rosa
- Rogério Samora : Eusebio
- Isabel Arcos : Justa

## Distinctions
Le film a été nommé pour trois prix Goya.